# Halinsart
Halinsart  est un hameau de la province de Liège, en Belgique. Situé sur les hauteurs et dans une boucle de la Vesdre le hameau fait administrativement partie de la commune de Trooz, en Région wallonne (Belgique). Avant la fusion des communes de 1977, Halinsart faisait partie de la commune de Fraipont.

## Situation
Le hameau accroche ses habitations sur les versants sud et ouest de la vallée de la Vesdre au-dessus du village de Nessonvaux, en dessous du hameau de Trasenster et à l'est de la côte de Trasenster. Les deux voies de circulation, dans le hameau se terminent en chemins de campagne. Toutes deux portent le seul nom de 'rue de Halinsart'. 

## Patrimoine
- Un tunnel ferroviaire, dit 'de Halinsart', de la ligne 37 (Liège à Aix-la-Chapelle), passe sous le promontoire où se trouve le hameau.
- Halinsart compte une auberge et plusieurs gites.